# S. Cofré
S. Cofré var en chilensk astronom som var verksam vid Cerro El Roble observatoriet.
Minor Planet Center listar Cofré som upptäckare av 11 asteroider. Alla upptäckterna gjordes tillsammans med den chilenske astronomen Carlos R. Torres.

## Asteroider upptäckta av S. Cofré
| 1973 Colocolo [A]                            | 18 juli 1968 |
| 1974 Caupolican [A]                          | 18 juli 1968 |
| 1992 Galvarino [A]                           | 18 juli 1968 |
| 2028 Janequeo [A]                            | 18 juli 1968 |
| 2654 Ristenpart [A]                          | 18 juli 1968 |
| 4878 Gilhutton [A]                           | 18 juli 1968 |
| 5659 Vergara [A]                             | 18 juli 1968 |
| (8605) 1968 OH [A]                           | 18 juli 1968 |
| (17350) 1968 OJ [A]                          | 18 juli 1968 |
| (27655) 1968 OK [A]                          | 18 juli 1968 |
| 43722 Carloseduardo [A]                      | 18 juli 1968 |
| Upptäckt tillsammans med: A Carlos R. Torres |              |